# Yeliar Castro
Yeliar Elías Castro Escobar (nacido el 3 de diciembre de 1987) es un lanzador de béisbol profesional panameño quien jugó en las Ligas Menores de Béisbol en EEUU para la organización de los Bravos de Atlanta y la organización de Royals Kansas city 

## Carrera
Castro fue contratado por los Bravos de Atlanta en 2004 y comenzó su carrera profesional en 2005 con los Bravos de GCL. Tuvo marca de 0-2 con efectividad de 9.82 esa temporada. En 2006, volvió a lanzar para los GCL Braves, mejorando a 1-2 con efectividad de 5.32. Dividió la temporada 2007 entre los Danville Braves y los GCL Braves, con un récord combinado de 2-2 y efectividad de 3.82. En 2008, lanzó para los Bravos de Roma, con marca de 5-6 y efectividad de 4.98. También comenzó 2009 con la Roma.

## Selección nacional
En el Clásico Mundial de Béisbol de 2009, Castro apareció en un juego, permitiendo tres carreras limpias en dos entradas de trabajo. Las tres carreras salieron de un jonrón deMiguel Olivo.